# Elijah Winnington
Pour les articles homonymes, voir Winnington.
Elijah Winnington, né le 5 mai 2000 à Gold Coast, est un nageur australien. 
Il remporte la médaille de bronze du relais 4 x 200 m nage libre masculin aux Jeux olympiques d'été de 2020 à Tokyo, et une médaille d'argent au 400 m nage libre lors des Jeux olympiques d'été de 2024 à Paris.

## Palmarès

### Jeux olympiques
- Jeux olympiques 2020 à Tokyo :
  -  Médaille de bronze du relais 4 × 200 m nage libre (ne dispute pas la finale)
- Jeux olympiques de 2024 à Paris :
  -  Médaille d'argent sur 400 m nage libre[1]

### Championnats du monde

#### Grand bassin
- Championnats du monde 2022 à Budapest : 
  -  Médaille d'or du 400 mètres nage libre
  -  Médaille d'argent du relais 4 × 200 mètres nage libre
- Championnats du monde 2023 à Fukuoka :
  -  Médaille de bronze du relais 4 × 200 mètres nage libre (participe uniquement aux séries)
- Championnats du monde 2024 à Doha :
  -  Médaille d'argent du 400 mètres nage libre
  -  Médaille d'argent du 800 mètres nage libre

#### Petit bassin
- Championnats du monde 2024 à Budapest :
  -  Médaille d'or du 400 m nage libre.
  -  Médaille d'argent du 4 × 200 m nage libre.

### Jeux du Commonwealth
- Gold Coast 2018
  -  Médaille d'or du relais 4 × 200 m nage libre

### Championnats du monde juniors
- Indianapolis 2017
  -  Médaille d'argent du relais 4 × 100 m nage libre mixte
  -  Médaille de bronze du 200 mètres nage libre
  -  Médaille de bronze du relais 4 × 100 m nage libre
  -  Médaille de bronze du relais 4 × 100 m quatre nages